# Скопска каза
Скопска каза је била трећестепена административо-управна јединица Османског царства у 19. и почетком 20. века. Била је део Скопског санџака (дела Косовског вилајета). Центар казе био је у Скопљу одакле је казом управљао османски нижи чиновник кајмакам. Будући да је Скопље било центар и Скопског санџака у граду је боравио и управник санџака-мутесариф а од 1888. када је Скопље постало центар Косовског вилајета поред кајмака и мутесарифа у Скопљу је заседао и косовски валија. 
Каза је обухватала 148 села и град Скопље и обухватала је велику територију. Становништво казе је почетком 20. века било етнички и конфесијално мешовито. Муслимани су по етничком пореклу били Турци, Торбеши, Албанци, Черкези и муслимански цигани. Хришћанско становништво било је словенско подељено на вернике цариградске патријаршије и Бугарске егзархије, односно на Србе и Бугаре. Срби су углавном насељавали област Скопске Црне Горе. Поред Срба и егзархиста било је и Цинцара и Грка у малом броју у Скопљу. Од осталих етничких група у самом Скопљу били су присутни Јевреји.